# جيوكيمياء النظائر

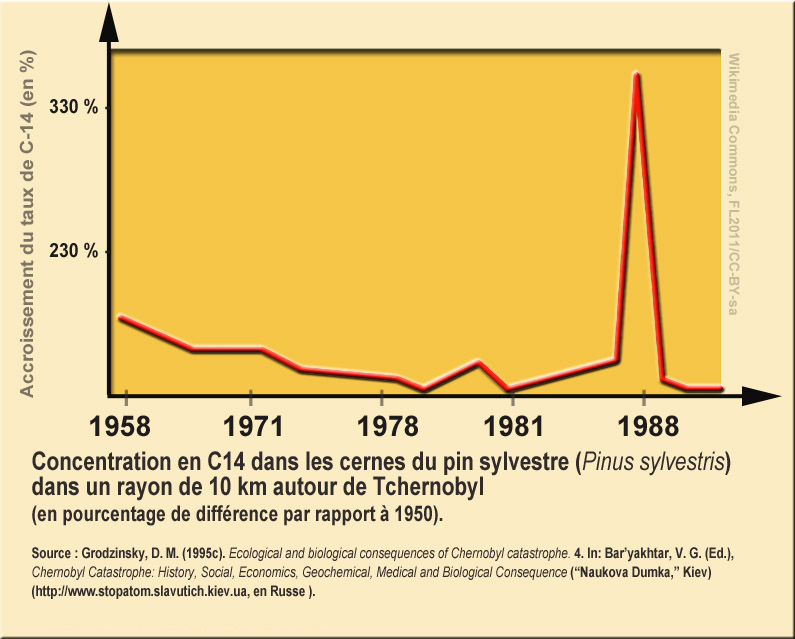
تركيز الكربون-14 في حلقات أشجار الصنوبر (صنوبر سيلفستريس)

جيوكيمياء النظائر هي فرع من فروع علم الكيمياء الجيولوجية الهدف منها دراسة التفاوت الطبيعي في الوفرة النسبية للنظائر للعناصر المختلفة. يمكن أن يقاس مدى التفاوت في وفرة النظائر باستخدام تقنية مطيافية كتلة نسبة النظائر، حيث يمكن أن يؤدي ذلك إلى معرفة عمر وأصل الصخور على سبيل المثال.
هناك قسمان رئيسيان لجيوكيمياء النظائر، وهما جيوكيمياء النظائر المستقرة، وجيوكيمياء النظائر ذات الأصل الإشعاعي.

## جيوكيمياء النظائر المستقرة
بالنسبة للكثير من النظائر المستقرة فإن المقدار الناجم عن التجزئة بين النمط الحركي والنمط المتوازن صغير جداً، لذلك فإن التخصيب عادة ما يقاس بالجزء من الألف. يرمز لمقدار التخصيب بالرمز (δ) وهو يمثل نسبة النظائر الثقيلة إلى النظائر الخفيفة في العينة وذلك القياس إلى النسبة القياسية. إذا أخذنا الكربون على سبيل المثال فإن (δ) تحسب كالتالي:
{\displaystyle \delta ^{13}C={\Biggl (}{\frac {{\bigl (}{\frac {^{13}C}{^{12}C}}{\bigr )}_{sample}}{{\bigl (}{\frac {^{13}C}{^{12}C}}{\bigr )}_{standard}}}-1{\Biggr )}*1000\ ^{o}\!/\!_{oo}}

### الكربون
للكربون نظيرين مستقرين هما 12C و 13C بالإضافة إلى نظير مشع وهو كربون-14 14C تقاس نظائر الكربون بالنسبة لتوزع النسب في عينة من السهميات عثر عليها في بي دي Pee Dee جنوب كالفورنيا وموجوة في فيينا، يرمز لها VPDB اختصاراً لـ Vienna Pee Dee Belemnite.
خلال عملية التركيب الضوئي فإن المتعضيات التي تستعمل تمثيل ضوئي ثلاثي الكربون تظهر تخصيباً مختلفاً عن التي تستخدم تمثيل ضوئي رباعي الكربون، مما يمنح بالإضافة إلى إمكانية التمييز بين المادة العضوية من كربون المكونات اللاأحيائية إمكانية معرفة نوع طريق التمثيل الضوئي الذي تستخدمه المادة العضوية.

### النيتروجين
للنيتروجين نظيرين مستقرين وهما 14N و 15N. تقاس النسبة بينهما بالنسبة إلى النيتروجين في غلاف الأرض الجوي. تستخدم نظائر النيتروجين لقياس كمية التبادل بين الستراتوسفير والتروبوسفير باستعمال البيانات من غاز الدفيئة أكسيد النيتروس.

### الأكسجين
للأكسجين ثلاثة نظائر مستقرة وهي 16O و 17O و 18O. تقاس نسبة الأكسجين بالنسبة إلى (VSMOW) معيار فيينا لمياه المحيط Vienna Standard Mean Ocean Water أو عينة بي دي في فيينا. يستخدم التفاوت في نسبة نظائر الأكسجين لتتبع حركة المياه وفي علم المناخ القديم ولتتبع غازات الغلاف الجوي مثل الأوزون وثنائي أكسيد الكربون.

### الكبريت
للكبريت أربعة نظائر مستقرة وهي 32S و 33S و 34S و 36S. تقاس نظائر الكبريت بالنسبة إلى الموجودة في الحجر النيزكي Canyon Diablo كانيون ديابلو. تستخدم نظائر الكبريت لمعرفة أصل الكبريت في خاماته ولمعرفة حرارة التشكل للمعادن الحاوية على الكبريت.

## جيوكيمياء النظائر ذات الأصل الإشعاعي
توفر النظائر ذات الأصل الإشعاعي معلومات تفيد بتتبع عمر وأصل الأنظمة الموجودة في الأرض، مما يمكن بالتالي من معرفة التأريخ الجيولوجي لها.